# Fuzzy Door Productions
Fuzzy Door Productions es una productora de cine y televisión estadounidense fundada por el reconocido comediante, escritor, productor y actor Seth MacFarlane en 1998. La compañía tiene su sede en Los Ángeles, California, y ha producido una gran variedad de contenidos de televisión y cine durante su trayectoria.
Entre las producciones más conocidas de Fuzzy Door Productions se encuentran las populares series animadas Family Guy y American Dad!, así como el spin-off de Family Guy The Cleveland Show. También ha producido la comedia de situación de acción en vivo The Winner, el documental científico la serie Cosmos: A Spacetime Odyssey y la serie dramática de comedia de ciencia ficción The Orville.
Recientemente, Fuzzy Door Productions firmó un acuerdo con NBCUniversal, lo que significa que la compañía se trasladará de su antiguo hogar en el lote de 20th Century Fox Studios en Century City a Universal City Studios de NBCUniversal en Universal City. Erica Huggins seguirá al frente de Fuzzy Door como presidenta.
A pesar de la mudanza, las dos series animadas de MacFarlane Family Guy transmitidas por Fox y American Dad! La transmisión en TBS continuarán produciéndose en los estudios de Fox. Por otro lado, su serie de acción en vivo The Orville, que está programada para transmitir su segunda temporada extendida en Hulu, continuará filmándose en Universal City Studios y en Westlake, California.

## Historia

### Inicios
MacFarlane comenzó su carrera en la animación como escritor y animador para Hanna-Barbera Productions en 1995. En 1997, fue contratado como guionista para la serie de televisión de animación Johnny Bravo de Cartoon Network. Un año después, MacFarlane creó una comedia animada llamada The Life of Larry, que finalmente se convirtió en la base para Family Guy. Con la ayuda de su amigo y compañero de trabajo Mike Henry, MacFarlane produjo un piloto de 15 minutos que fue comprado por Fox Broadcasting Company en 1998 y se convirtió en la primera producción de Fuzzy Door Productions.
Fuzzy Door Productions fue fundada en 1998 por MacFarlane, en colaboración con el productor y amigo de la universidad Scott Wood. El nombre "Fuzzy Door" fue inspirado por una puerta de ducha borrosa que MacFarlane vio en su apartamento en Los Ángeles. La empresa fue fundada para seguir produciendo "Larry & Steve", que presentaba a un personaje canino llamado Steve y a su dueño, Larry. La serie fue creada por MacFarlane mientras aún era estudiante universitario en Rhode Island School of Design.
En 1999, la cadena FOX compró los derechos de "Larry & Steve", renombrando la serie como "Family Guy". La serie se convirtió en un éxito inmediato, llegando a ser una de las series animadas más populares y controvertidas de la televisión. 

### 2000
Durante la década de 2000, Fuzzy Door Productions continuó expandiéndose con "Family Guy" que se convirtió en uno de los mayores éxitos de la cadena Fox. La serie recibió múltiples premios, incluyendo dos premios Emmy. 
La serie animada "Family Guy" fue cancelada en 2002 debido a una combinación de razones, incluyendo las bajas calificaciones, el alto costo de producción y la falta de apoyo de la cadena FOX. A pesar de tener una base de aficionados leales, la audiencia de la serie no era lo suficientemente grande como para justificar los costos de producción y publicidad. Además, la cadena FOX estaba preocupada por el contenido de la serie, que a menudo era considerado inapropiado para el horario de máxima audiencia.
Sin embargo, después de que "Family Guy" fue lanzada en DVD y se convirtió en un éxito de ventas, FOX decidió revivir la serie en 2005. El éxito de las ventas de DVD demostró que había una base de aficionados significativa para la serie y que la serie tenía un gran potencial para ser rentable. Desde entonces, "Family Guy" ha sido una de las series de televisión animadas más populares y duraderas en la televisión estadounidense.
Fuzzy Door también produjo otros programas de televisión, como "American Dad!" en 2005 y "The Winner" en 2007.
En 2009, Fuzzy Door colaboró con Bluewater Productions para producir un cómic basado en "Family Guy".
Durante estos años, Fuzzy Door Productions también se involucró en proyectos de música. En 2005, lanzaron el álbum "Family Guy: Live in Las Vegas", que presentaba canciones originales de la serie interpretadas en vivo.

### 2010
Durante la década de 2010, Fuzzy Door Productions continuó produciendo múltiples proyectos exitosos. En 2010, la empresa produjo su primera película en solitario, "Ted", dirigida por Seth MacFarlane y protagonizada por Mark Wahlberg. La película fue un éxito en taquilla y recaudó más de $500 millones en todo el mundo, lo que llevó a la producción de una secuela, "Ted 2", en 2015.
En 2013, Fuzzy Door Productions comenzó a producir la serie de televisión "Cosmos: A Spacetime Odyssey", una secuela de la serie "Cosmos" de 1980 presentada por Carl Sagan. La serie fue presentada por el astrofísico Neil deGrasse Tyson y se emitió en Fox y National Geographic. "Cosmos: A Spacetime Odyssey" recibió críticas positivas y ganó varios premios, incluido el Premio Emmy al Mejor Programa de No Ficción.
En 2013, Fuzzy Door Productions también comenzó a producir la serie animada "Bordertown" para Fox, que se centró en una familia mexicana-estadounidense que vive en una ciudad fronteriza en Texas. La serie fue creada por Mark Hentemann y producida por MacFarlane y tuvo una temporada de 13 episodios antes de ser cancelada en 2016.
En 2018, Fuzzy Door Productions lanzó la serie de televisión "The Orville", creada y protagonizada por Seth MacFarlane. La serie es una comedia de ciencia ficción que sigue las aventuras de la tripulación de la nave espacial Orville en el siglo XXV. La serie recibió críticas mixtas pero ganó una base de seguidores leales y fue renovada para una tercera temporada en Hulu después de ser cancelada por Fox.
En 2019, Fuzzy Door Productions produjo la serie documental "The Loudest Voice", que se centró en el fundador de Fox News, Roger Ailes, y su caída en desgracia después de una serie de acusaciones de acoso sexual. La serie fue protagonizada por Russell Crowe y recibió críticas positivas por su interpretación y guion.

### 2020
En 2020, Fuzzy Door Productions siguió produciendo varios programas y películas. La serie de animación de la empresa "Padre de familia" fue renovada por su 19.ª temporada, que se estrenó en septiembre de 2020. La otra serie de animación de la empresa, "American Dad!", también emitió su 16.ª temporada en 2020.
Además de los programas de animación, Fuzzy Door Productions produjo y estrenó varias películas en 2020, entre ellas "Irresistible", protagonizada por Steve Carell y Rose Byrne, y "Borat Subsequent Moviefilm", protagonizada por Sacha Baron Cohen.
Durante la pandemia de COVID-19 en 2020, Fuzzy Door Productions se adaptó a los nuevos métodos de producción y siguió produciendo contenidos a distancia. La empresa también hizo una donación de 100.000 dólares a la Equal Justice Initiative en junio de 2020.
A partir de 2021, Fuzzy Door Productions sigue produciendo contenidos y tiene varios proyectos en desarrollo, como una adaptación cinematográfica del videojuego "Saints Row" y una nueva serie de animación llamada "The Great North", que se estrenó en febrero de 2021. La empresa también está desarrollando un reboot de la clásica serie de ciencia ficción "The Twilight Zone".
Fuzzy Door, anunció en abril del 2023 la contratación de Faith Sedlin como presidenta de su nueva división de tecnología, Fuzzy Door Tech. Sedlin, quien anteriormente ocupó el cargo de CMO de Siri, supervisará todas las áreas de desarrollo tecnológico y operaciones, incluida la expansión de la herramienta insignia de visualización de producción AR ViewScreen. Esta solución AR ha transformado completamente el proceso de producción y posproducción de MacFarlane, permitiendo a los cineastas visualizar y animar activos virtuales en tiempo real. Fuzzy Door Tech está trabajando en otras herramientas de visualización innovadoras que influirán positivamente en el proceso de realización de películas. La división tiene mucho potencial y es algo que entusiasma a MacFarlane y a Sedlin. Además de su trabajo en Fuzzy Door Tech, Sedlin ha cofundado varias empresas exitosas de tecnología de consumo y ha sido activa en préstamos comunitarios globales. Fuzzy Door ha producido exitosas series de televisión como The Orville, Family Guy y American Dad!, y ha firmado un contrato de televisión de varios años con Universal Studio Group para expandir la franquicia de Ted en una serie para Peacock. También está produciendo varias películas, incluida una nueva versión de The Naked Gun para Paramount Pictures.

## Logotipo
Con un historial de éxitos en la producción de contenido de entretenimiento, Fuzzy Door Productions se ha consolidado como una de las productoras más importantes en la industria televisiva y de cine en los Estados Unidos.
El nombre de Fuzzy Door Productions proviene de la puerta de la casa en la que vivía Seth MacFarlane cuando era estudiante de animación en la Escuela de Diseño de Rhode Island. La puerta, cubierta de piel sintética con estampado de leopardo, se convirtió en un símbolo de la casa y fue apodada como "Fuzzy Door". La residencia también se convirtió en el lugar de muchas fiestas de "Fuzzy Door".
El logotipo de la productora fue diseñado por Cory Brookes, quien era compañero de piso y amigo de Seth en la residencia de Fuzzy Door. El logotipo original presentaba una representación estilizada de la puerta cubierta de piel sintética con estampado de leopardo. Sin embargo, en 2019, el logotipo se actualizó para presentar una versión más abstracta de la puerta, eliminando el diseño de patrón de piel. El fondo también cambió a un color azul liso.
En 2020, el logotipo se mejoró aún más, presentando la puerta que se abre y el texto que se desplaza a medida que lo hace, todo sobre un fondo de un tono azul más oscuro. A lo largo de los años, el logotipo de Fuzzy Door Productions se ha convertido en un símbolo icónico de la marca, y se asocia con la gran variedad de programas exitosos que han producido.

## Filmografía

### Películas
| Año  | Película                                  | Director                  | Guionista                                     | Distribuidor                        |
| ---- | ----------------------------------------- | ------------------------- | --------------------------------------------- | ----------------------------------- |
| 2005 | Stewie Griffin: La historia jamás contada | Pete Michels y Peter Shin | Seth MacFarlane y David Zuckerman             | 20th Century Fox                    |
| 2012 | Ted                                       | Seth MacFarlane           | Seth MacFarlane, Alec Sulkin y Wellesley Wild | Universal Pictures                  |
| 2014 | A Million Ways to Die in the West         | Seth MacFarlane           | Seth MacFarlane, Alec Sulkin y Wellesley Wild | Universal Pictures                  |
| 2015 | Ted 2                                     | Seth MacFarlane           | Seth MacFarlane, Alec Sulkin y Wellesley Wild | Universal Pictures                  |
| 2020 | Libros de sangre                          | Brannon Braga             | Adam Simon, Brannon Braga y Clive Barker      | Hulu                                |
| TBA  | The Naked Gun (Reboot)                    | Akiva Schaffer            | Dan Gregor, Mark Hentemann y Seth MacFarlane  | Paramount Pictures                  |
| TBA  | Revenge of the Nerds (reboot)             | TBA                       | TBA                                           | Walt Disney Studios Motion Pictures |
| TBA  | Película sobre Padre de familia           | TBA                       | TBA                                           | Walt Disney Studios Motion Pictures |

### Televisión
| Año       | Serie                       | Temporadas | Episodios | Director                                  | Distribuidor                                  |
| --------- | --------------------------- | ---------- | --------- | ----------------------------------------- | --------------------------------------------- |
| 1999-act. | Padre de familia            | 21         | 404       | Seth MacFarlane                           | 20th Television (1999–2020) Disney (2020–act) |
| 2005–act. | American Dad!               | 20         | 347       | Seth MacFarlane Mike Barker Matt Weitzman | Fox (2005-2014; 2025-act) TBS (2014-2025)     |
| 2007      | The Winner                  | 1          | 6         | Ricky Blitt                               | Fox                                           |
| 2009–13   | The Cleveland Show          | 4          | 88        | Seth MacFarlane Mike Henry Richard Appel  | Fox                                           |
| 2013-14   | Dads                        | 1          | 19        | Alec Sulkin Wellesley Wild                | Fox                                           |
| 2014      | Cosmos: A Spacetime Odyssey | 3          | 13        | Ann Druyan                                | Fox National Geographic                       |
| 2015-16   | Blunt Talk                  | 2          | 20        | Jonathan Ames                             | Starz                                         |
| 2016      | Bordertown                  | 1          | 13        | Mark Hentemann                            | 20th Television                               |
| 2017-2022 | The Orville                 | 3          | 36        | Seth MacFarlane                           | Fox / Hulu                                    |
| 2017      | The Long Road Home          | 1          | 8         | Mikko Alanne                              | National Geographic                           |
| 2020      | Cosmos: Mundos posibles     | 3          | 13        | Ann Druyan                                | National Geographic                           |
| 2022      | The End is Nye              | 3          | 13        | Brannon Braga, Seth MacFarlane y Bill Nye | Peacock                                       |
| 2024      | Ted                         | 1          | 7         | Seth MacFarlane                           | Peacock                                       |
| TBA       | Good Times                  | TBA        | TBA       | Carl Jones                                | Netflix                                       |

### web series
| Año     | Serie                                         | Temporadas | Episodios | Director        | Distribuidor |
| ------- | --------------------------------------------- | ---------- | --------- | --------------- | ------------ |
| 2008-09 | Seth MacFarlane's Cavalcade of Cartoon Comedy | 1          | 23        | Seth MacFarlane | YouTube      |

## Discografía
- No One Ever Tells You (2015) – Seth MacFarlane
- In Full Swing (2017) – Seth MacFarlane
- Once in a While (2019) – Seth MacFarlane
- Great Songs from Stage & Screen (2020) — Seth MacFarlane
- Blue Skies (2022) – Seth MacFarlane